# آبچلیک سوت‌زن
آبچلیک سوت‌زن یا مرغ جوگندمی (نام علمی: Heteroscelus) نام یک سرده از تیره آبچلیک است.
گونه‌ها:
- آبچلیک سوت‌زن دم‌خاکستری، Tringa brevipes (پیشتر Heteroscelus brevipes)
- آبچلیک سوت‌زن سرگردان، Tringa incana (پیشتر Heteroscelus incanus)